# Subterranean Homesick Blues
Subterranean Homesick Blues – piosenka skomponowana przez Boba Dylana, nagrana przez niego w styczniu i wydana na albumie Bringing It All Back Home w marcu oraz na singlu w kwietniu 1965 r.

## Historia i charakter utworu
Utwór ten został nagrany przez zelektryfikowany zespół muzyczny, grający ostro i brutalnie. Do tej muzyki Dylan wyśpiewuje, a właściwie wykrzykuje, dosyć niekoherentne wersy tekstu.
Utwór został skomponowany w mieszkaniu Johna Courta, współpracownika ówczesnego menedżera Dylana – Alberta Grossmana.
Pierwsze wersje piosenki powstały podczas sesji z 13 stycznia 1965 roku, i miały charakter akustyczny. Jedna z tych wersji znalazła się na pierwszym albumie z serii The Bootleg Series i doskonale nadaje się do porównania z wersją elektryczną.
Chociaż pozornie jest to piosenka bardzo prosta, bo oparta na trójakordowym schemacie bluesowym, to ze względu na jej hipnotyczny rytm, „lawinowy” charakter muzyki i jej ścisłe powiązanie z tekstem, nie jest ją wcale łatwo zagrać. Tekst jest kaskadą wykrzykiwanych przez Dylana zdań o charakterze aforyzmów, w których właściwie każdy może znaleźć jakąś mądrość dla siebie. Słowa gonią słowa, zdania gonią zdania, znaczenia gonią znaczenia.
Nie jest to wesoły utwór, a wręcz przeciwnie – jego smutek wynika z tego, iż jest jednym z najmocniejszych ataków Dylana na system, którego wszechobecni „przedstawiciele” („losers, cheaters, six-time users”) „przekręcą” każdego uczciwego człowieka. W piosence pojawia się cała galeria tego typu postaci. Narrator – sam Dylan – jest tu prześladowanym „kafkowskim” męczennikiem.
Ta aforystyczność piosenki spowodowała, że sięgali po nią najróżniejsi ludzie; między innymi wers „You don’t need a weatherman to know which way the wind blows” (Nie potrzebujesz meteorologa, aby wiedzieć skąd wieje wiatr) został zaadaptowany przez terrorystyczną lewicową organizację Weatherman (znaną także jako Weather Underground) z końca lat 60. i początku lat 70. XX wieku.
Źródłem tego utworu są dwie piosenki: Chucka Berry’ego „Too Much Monkey Business”. Woody’ego Guthrie i Pete’a Seegera „Taking It Easy” oraz poetyka tekstów afroamerykańskich.
Promocyjne wideo zostało sfilmowane w Londynie przed hotelem Savoy. Przedstawia ono Dylana przekładającego karty z wybranymi słowami piosenki. Zostały one napisane przez Donovana, Allena Ginsberga i Boba Neuwirtha, którzy są widoczni na drugim planie filmu. Nakręcono jeszcze dwie wersje w innych lokalizacjach: w parku oraz na dachu nieznanego budynku (być może był to dach hotelu Savoy). Na liście 100 najważniejszych wideo muzycznych magazynu Rolling Stone znajduje się na 7 pozycji.
Piosenka ta nie była zbyt często wykonywana podczas tras koncertowych.
W latach 90. XX wieku była wykonywana z reguły w formie zbliżonej do nagrania albumowego.
W roku 2002 była wykonywana w stylu zbliżonym do rockabilly. Były to wersje elektryczne, z nową, trudną aranżacją i specyficznym wokalem.
Do prostszej wersji powrócił Dylan w 2003 r. podczas tournée z Grateful Dead.
Trzecia wersja z nagrań studyjnych piosenki została wydana na singlu i dotarła do 39 miejsca na listach przebojów w USA i do 9 miejsca w Wielkiej Brytanii. Był to pierwszy singel Dylana, który dostał się na listę przebojów.

## Wersje Dylana
- 13 stycznia 1965 – sesje nagraniowe w Columbia Studio A w Nowym Jorku; pierwsza akustyczna wersja utworu
- 14 stycznia 1965 – sesje nagraniowe w Columbia Studio A w Nowym Jorku; wersja elektryczna do albumu

Piosenka ta nie była zbyt często wykorzystywana podczas tur koncertowych artysty.
- Po raz pierwszy Dylan wykonał ją przed publicznością w czasie majowego tournée po Wielkiej Brytanii w 1965 r.
- Po długim okresie przerwy Dylan powraca z tą piosenką m.in. w czasie koncertów inauguracyjnych Nigdy nie kończącego się tournée w 1988 r. (do ok. 1991 r.)
- Ponownie sięga po ten utwór w roku 2002.
- Tournée z grupą Grateful Dead w 2003 r.

## Dyskografia i wideografia
Singel
- Subterranean Homesick Blues/She Belongs to Me (03.1965)

Dyski
- Bob Dylan’s Greatest Hits (1967)
- The Bootleg Series Volumes 1–3 (Rare & Unreleased) 1961–1991 (2002)
- Dylan (2007)

Film
- Don't Look Back. 65 Tour Deluxe Edition (2006)

## Wersje innych wykonawców
- Chris McDevitt – 16 Big Folk Hits (1965)
- Doug Kershaw – Louisiana Man (1971)
- Michael Stanley – Michael Stanley (1973); Michael Stanley Band (1987)
- Harry Nilsson – Pussy Cats (1974)
- Mitch Ryder – Live Talkies (1982)
- Red Hot Chili Peppers – The Uplift Mofo Party Plan (1987); Under the Covers (1998)
- Fair & Gillette – Roll out the Barrel (1988)
- Dave Stewart and Barbara Gaskin – Big Idea (1989)
- Janglers – Janglers Plays Dylan (1992)
- Greg Kihn – Mutiny (1994)
- Dave Van Ronk – To All My Friends in Far-Flung Places (1994)
- Tim O’Brian – Red on Blonde (1996)
- Reckless Kelly – Live at Stubbs (1999)
- Gerard Quintana and Jordi Batiste – Els Miralls de Dylan (1999)
- Michel Montecrossa – Jet Pilot (2000)
- Big Brass Bed – A Few Dylan Songs (2003)
- dylan.pl i Pablopavo – Niepotrzebna pogodynka, żeby znać kierunek wiatru (2017) (jako Tęskny jazz o podziemiu)